# Volta às Astúrias de 2015
A 58.ª edição da Volta às Astúrias (oficialmente: Vuelta Asturias Julio Álvarez Mendo) disputou-se entre 2 e 3 de maio de 2015, com um percurso de 325,5 km divididos em 2 etapas, com início e final em Oviedo.
A prova pertenceu ao UCI Europe Tour de 2015, dentro da categoria 2.1. Voltou ao calendário, mantendo as suas datas tradicionais, depois de não se disputar em 2014.
Participaram 11 equipas. A única equipa espanhola de categoria UCI ProTeam (Movistar Team); a única de categoria Profissional Continental (Caja Rural-Seguros RGA); e as 2 de categoria Continental (Burgos-BH e Murias Taldea). Quanto a representação estrangeira, estiveram 6 equipas: o Profissional Continental do Colombia e os Continentais da Inteja-MMR Dominican Cycling Team, Lokosphinx, Rádio Popular-Boavista, Louletano-Ray Just Energy, W52-Quinta da Lixa e Sky Dive Dubai Pro Cycling Team. Formando assim um pelotão de 85 ciclistas, com 8 corredores por equipa (excepto o SkyDive Dubai que saiu com 5), dos que acabaram 75.
O ganhador final foi Igor Antón depois de fazer-se com a primeira etapa conseguindo uma vantagem suficiente como para alçar com a vitória. Acompanharam-lhe no pódio Amets Txurruka e Jesús Herrada (vencedor da classificação por pontos), respectivamente repetindo a mesma ordem que na primeira etapa.
Nas outras classificações secundárias impuseram-se Rodolfo Torres (montanha), Pablo Torres (metas volantes) e Movistar (equipas).

## Etapas
| Etapa | Data      | Percurso              | km    | Ganhador      | Líder      |
| ----- | --------- | --------------------- | ----- | ------------- | ---------- |
| 1.ª   | 2 de maio | Oviedo-Pola de Lena   | 149,5 | Igor Antón    | Igor Antón |
| 2.ª   | 3 de maio | Soto de Ribera-Oviedo | 176   | Jesús Herrada | Igor Antón |

## Classificações finais

### Classificação geral
| Posição | Ciclista        | Equipa                    | Tempo        |
| ------- | --------------- | ------------------------- | ------------ |
|         | Igor Antón      | Movistar                  | 8h 51' 56"   |
| 2       | Amets Txurruka  | Caja Rural-Seguros RGA    | a 12 s       |
| 3       | Jesús Herrada   | Movistar                  | a 25 s       |
| 4       | Marcos García   | Louletano-Ray Just Energy | a 1 min 11 s |
| 5       | Garikoitz Bravo | Murias                    | a 1 min 11 s |
| 6       | Evgeny Shalunov | Lokosphinx                | a 1 min 39 s |
| 7       | Rodolfo Torres  | Colombia                  | a 1 min 43 s |
| 8       | Alberto Gallego | Rádio Popular-Boavista    | m.t.         |
| 9       | Javier Moreno   | Movistar                  | a 2 min 48 s |
| 10      | Omar Fraile     | Caja Rural-Seguros RGA    | a 4 min 01 s |

### Classificação da montanha
| Posição | Ciclista          | Equipa                 | Pontos |
| ------- | ----------------- | ---------------------- | ------ |
|         | Rodolfo Torres    | Colombia               | 26     |
| 2       | Antonio Molina    | Caja Rural-Seguros RGA | 15     |
| 3       | Igor Antón        | Movistar               | 15     |
| 4       | Francisco Mancebo | Sky Dive Dubai         | 12     |
| 5       | Garikoitz Bravo   | Murias                 | 12     |

### Classificação da regularidade
| Posição | Ciclista        | Equipa                 | Pontos |
| ------- | --------------- | ---------------------- | ------ |
|         | Jesús Herrada   | Movistar               | 41     |
| 2       | Amets Txurruka  | Caja Rural-Seguros RGA | 40     |
| 3       | Igor Antón      | Movistar               | 37     |
| 4       | Marcos García   | Caja Rural-Seguros RGA | 27     |
| 5       | Evgeny Shalunov | Lokosphinx             | 16     |

### Classificação das metas volantes
| Posição | Ciclista          | Equipa                 | Pontos |
| ------- | ----------------- | ---------------------- | ------ |
|         | Pablo Torres      | Burgos-BH              | 6      |
| 2       | Jesús del Pino    | Burgos-BH              | 5      |
| 3       | Antonio Carvalho  | W52-Quinta da Lixa     | 3      |
| 4       | Francisco Mancebo | Sky Dive Dubai         | 3      |
| 5       | Antonio Molina    | Caja Rural-Seguros RGA | 3      |

### Classificação por equipas
| Posição | Equipa                    | Tempo            |
| ------- | ------------------------- | ---------------- |
|         | Movistar                  | 26 h 37 min 23 s |
| 2       | Caja Rural-Seguros RGA    | a 7 min 21 s     |
| 3       | Louletano-Ray Just Energy | a 8 min 11 s     |
| 4       | Rádio Popular-Boavista    | a 15 min 11 s    |
| 5       | Colombia                  | a 18 min 52 s    |